# 法尔日莱沙隆
法尔日莱沙隆（法語：Farges-lès-Chalon，法語發音：[faʁʒ lɛ ʃalɔ̃]，意为“沙隆附近的法尔日”）是法国索恩-卢瓦尔省的一个市镇，属于索恩河畔沙隆区。

## 地理
法尔日莱沙隆（46°50'0"N, 4°48'22"E）面积3.94 平方千米，位于法国勃艮第-弗朗什-孔泰大區索恩-卢瓦尔省，该省份为法国中部省份，北起顺时针与科多尔省、汝拉省、安省、罗讷省、卢瓦尔省、阿列省和涅夫勒省接壤。
与法尔日莱沙隆接壤的市镇（或旧市镇、城区）包括：方丹、尚福尔热伊、梅勒塞、弗拉涅-拉卢瓦耶尔。

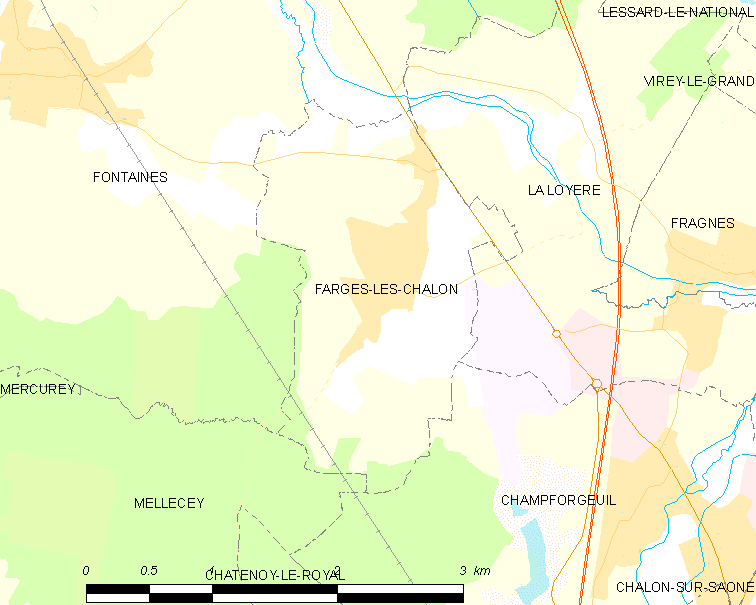
法尔日莱沙隆的OSM定位图

法尔日莱沙隆的时区为UTC+01:00、UTC+02:00（夏令时）。

## 行政
法尔日莱沙隆的邮政编码为71150，INSEE市镇编码为71194。

## 政治
法尔日莱沙隆所属的省级选区为索恩河畔沙隆第一县。

## 人口

1962-2008年间法尔日莱沙隆人口变化图示

法尔日莱沙隆于2022年1月1日时的人口数量为819人。